# Complexo de messias

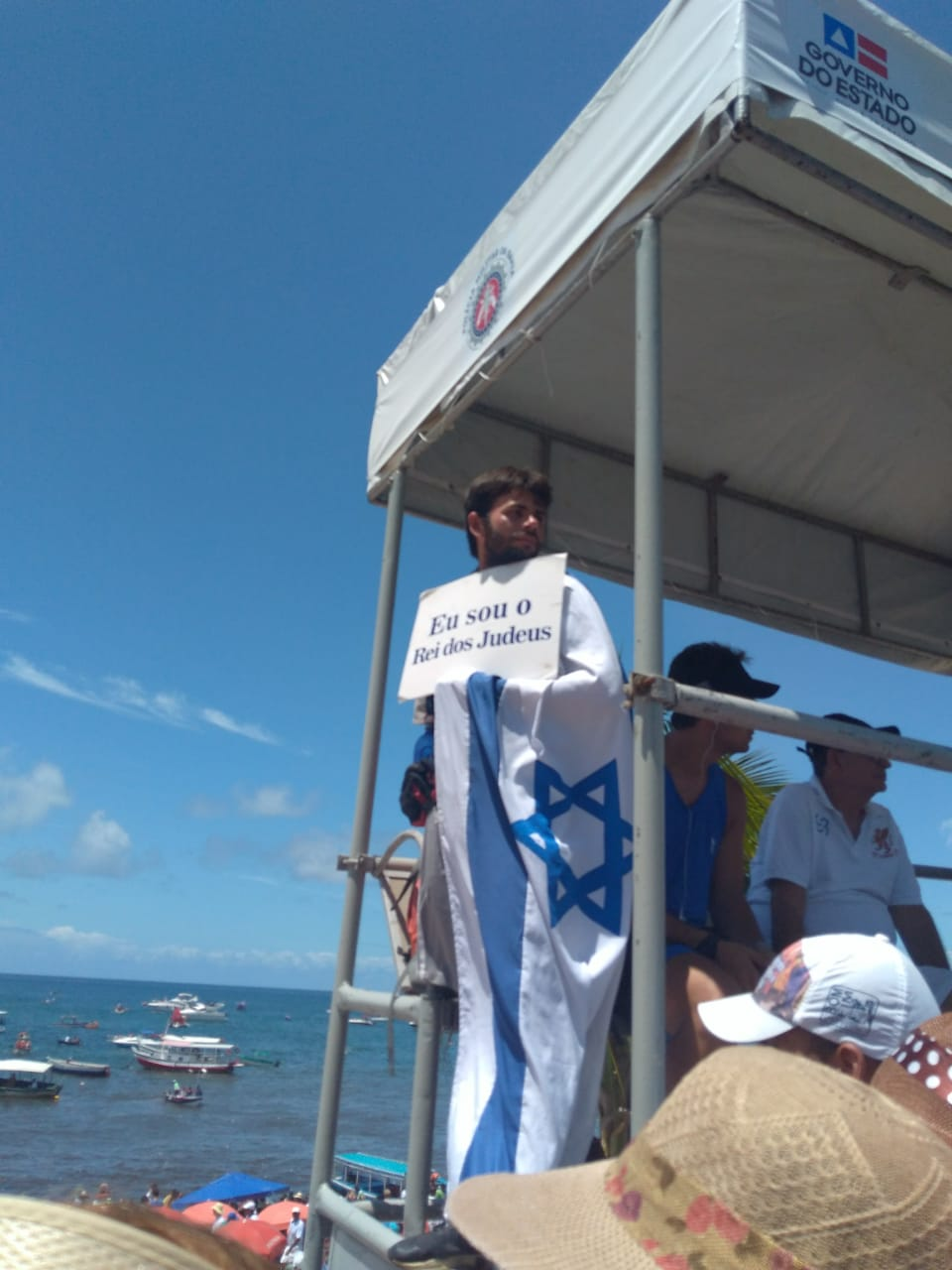
Possível portador do Complexo de Messias na Festa de Iemanjá em 2 de fevereiro de 2019 em Salvador

Complexo de Messias é um estado psicológico no qual o indivíduo acredita ser ou estar destinado a vir a ser o salvador de algum campo de atuação específico, grupo, evento, período de tempo ou até mesmo do mundo inteiro.
Afligidos pelo Complexo de Messias louvam sua própria glória ou alegam absoluta confiança em seus próprios destinos e capacidades e nos efeitos que terão sobre um grupo de pessoas ou aspecto da vida. Em alguns casos o complexo de messias pode estar associado à esquizofrenia onde a pessoa ouve vozes, tem alucinações e acredita que é Deus, espíritos, anjos, deuses ou outros que falam com ele o que, na visão da pessoa, confirmaria sua messianidade.